# Анновка (Белгородская область)
Анновка — село в Корочанском районе Белгородской области России. Административный центр Анновского сельского поселения.

## География
Село расположено в срединной части региона, в лесостепной зоне, в пределах Среднерусской возвышенности, на реке Холке, в 15,6 км по прямой к востоко-юго-востоку от районного центра, города Корочи, в 54,7 км по прямой к северо-востоку от северо-восточных окраин города Белгорода. Ближайшие населённые пункты: вплотную примыкающие село Татьяновка и хутор Дукмасивка — с востока, село Прицепиловка — с юга, село Мальцевка — с запада.

### Климат
Климат характеризуется как умеренно континентальный, с относительно мягкой зимой и тёплым продолжительным летом. Среднегодовая температура воздуха — 6 °C. Средняя температура воздуха самого холодного месяца (января) — −8,2 °C; самого тёплого месяца (июля) — 20,1 °C. Безморозный период длится 155 дней. Годовое количество атмосферных осадков составляет 452 мм, из которых 326 мм выпадает в период с апреля по октябрь. Снежный покров держится в течение 102 дней.

## История
С июля 1928 года большое село Анновка являлось центром Анновского сельского совета (село, колхоз и два хутора) в Велико-Михайловском районе.
В 1958 году в Анновский сельсовет Велико-Михайловского района входили три села и четыре хутора.
После ликвидации в декабре 1962 года по постановлению ноябрьского (1962 года) пленума ЦК КПСС Великомихайловского района село Анновка и весь Анновский сельсовет перешёл в Корочанский район, в совете стало уже пять сел и четыре хутора.
В 1997 году село Анновка — центр Анновского сельского округа (пять сел и хутор) в Корочанском районе.

## Население
В 1931 году в селе Анновке — 2636 жителей.
К 17 января 1979 года в Анновке было 923 жителя, на 12 января 1989 года — 863 (372 мужчины, 491 женщина).
В 1997 году в Анновке насчитывалось 350 домовладений, 874 жителя.
| 2002 | 2010 |
| ---- | ---- |
| 854  | ↘724 |

## Инфраструктура
Было развито коллективное сельское хозяйство. В позднесоветский период местный колхоз «Искра» производил сахарную свеклу — более 11 тысяч тонн в сезон, зерно-сою 6 тысяч тонн, овощи, скот и домашнюю птицу — до 300 тонн и молоко до 4 тысяч тонн в год.

## Транспорт
Анновка доступна автотранспортом.